# 邓桥村
山东省茌平县博平镇邓桥村    
邓桥是明代以前的老户村，明洪武年间，刘德英迁居邓桥，清道光年间，《博平县志》图标注的邓桥处在徒骇河上，设有水闸，现在仍建有桥与节制闸，以控制老徙河与位山二干渠的水位。
古琉璃井位于博平邓桥村，人称"八角琉璃井"。一般井的井壁是用砖砌成的，而琉璃井的井壁却烧炼成一个整体，井壁如同唐三彩般光亮耀眼。